# Pro bono tevékenység
Pro bono publico (magyarul a közjóért, általában rövidülve pro bononak is nevezik) latin kifejezés az önként vállalt és fizetés nélküli szakmai munkára vagy a csökkentett díjas tevékenységre, mint közszolgálatra. Ez gyakori a jogi szakmában és egyre jobban hódit az építészet, a marketing, az orvostudomány, a technológia, a stratégiai tanácsadó cégek területén és a reklámügynökségek körében. A Pro bono szolgáltatást, ellentétben a hagyományos önkéntességgel, a speciális szakemberek képességeinek szolgáltatásnyújtását azok használják ki, akik azt máskülönben nem tudják megfizetni.
A Pro Bono Publicot az Egyesült Királyságban arra is felhasználják, hogy leírják a nagy szervezetek központi motivációját, például Nagy-Britanniában a Nemzeti Egészségügyi Szolgálatét (National Health Service) és a különböző civil szervezetekét, amelyek a közjóért léteznek, nem pedig a részvényes osztalékáért.

## Pro Bono jogi tanácsadás
A Pro bono jogi tanácsadás segítséget nyújthat egyéneknek vagy csoportoknak egy jogi ügyben kormányzati kérelmek vagy petíciók benyújtásával. A bíró alkalmanként meghatározza, hogy a vesztes kompenzálja a győztes pro bono tanácsadását.

## Nagy-Britannia
2002 óta számos brit ügyvédi iroda és jogi iskola évenként megünnepli a Pro Bono hetet, amely arra ösztönzi a solicitorokat és a barristereket (előbbi nem rendelkezik felszólalási joggal a bíróságok előtt, utóbbi igen), hogy pro bono szolgáltatásokat ajánljanak és növeljék a pro bono szolgáltatás általános tudatosítását.
A LawWorks (a solicitorok pro bono csoportjának működési neve) egy nemzeti karitatív szervezet, amely solicitorokkal és joghallgatókkal dolgozik együtt, ösztönözve és támogatva őket a törvényes pro bono munka elvégzésében. A szervezet konkrét pro bono ügyekben elszámolószervként is működik. Az egyének és a közösségi csoportok a karitatív szervezethez folyamodhatnak ingyenes jogi tanácsadásért és közbenjárásért ott, ahol egyébként nem tudtak fizetni, és nem jogosultak jogsegélyre.
Az Advocates International Development pedig kizárólag brókerek nemzetközi pro bono adakozása egy londoni alapból működtetve a millenniumi fejlesztési célokhoz.

## Koreai Köztársaság
Koreai ügyvédek kötelesek legalább 30 órányi pro bono munkát elvégezni (a helyi ügyvédi kamarák lecsökkenthetik az óraszámot 20 órára). Azok, akiknek jó okuk van rá, hogy ne teljesítsék ezt a követelményt, 20.000-30.000 vont fizethetnek óránként helyette.

## Szervezetek, akik segítik a magyar pro bono tevékenységeket
- PILnet Alapítvány - Magyar Pro Bono Központ - Jogi terület
- Pro Bono PPC - Online marketing terület

## Fordítás
Ez a szócikk részben vagy egészben  a   Pro bono című angol Wikipédia-szócikk ezen változatának fordításán alapul.  Az eredeti cikk szerkesztőit annak laptörténete sorolja fel. Ez a jelzés csupán a megfogalmazás eredetét és a szerzői jogokat jelzi, nem szolgál a cikkben szereplő információk forrásmegjelöléseként.